# Gummibärchen
Ne doit pas être confondu avec Ours d'or.

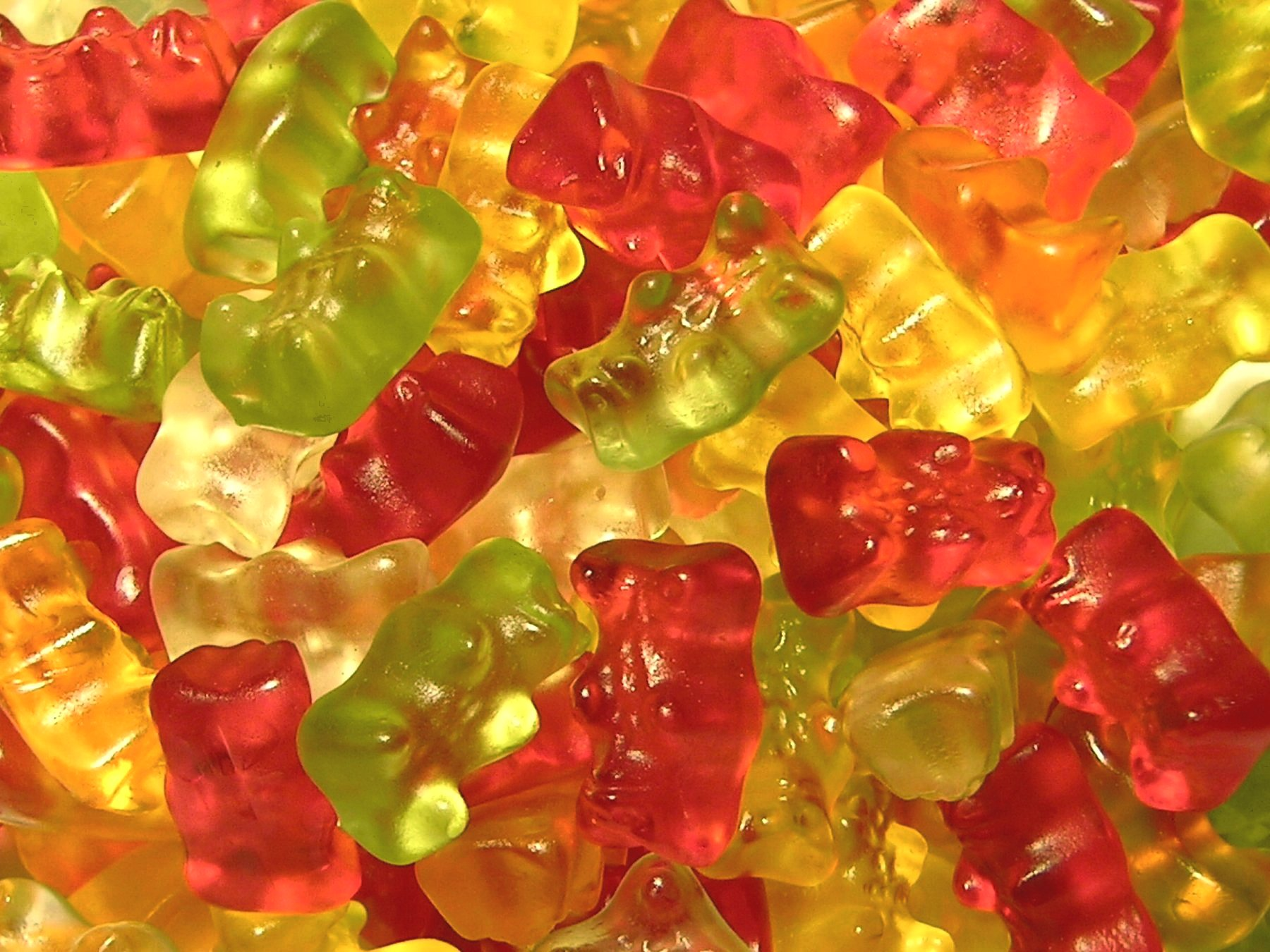
Les bonbons Ours d'or produits par la firme Haribo sont originaires d'Allemagne.

Un Ours d'or (en allemand Goldbär) ou Gummibär (« ours de gomme », mais cette appellation est restée allemande), plus couramment appelés Gummibärchen (« petit[s] ours de gomme »), est un bonbon gélifié en forme d'ourson.

## Historique
Les Ours d'or sont originaires d'Allemagne, où ils sont appelés Gummibär  ou Gummibärchen .
Hans Riegel Sr., confiseur fondateur de la société Haribo en 1920 à Bonn, inventa en 1922 l'« Ours dansant » (Tanzbär) aromatisé aux fruits, puis en 1925 l'« Ours noir » (Schwarzbär) à la réglisse, qui sont les ancêtres de l'Ours d'or, déposé finalement en 1967 à l'Office allemand des brevets et des marques.

## Composition et déclinaisons

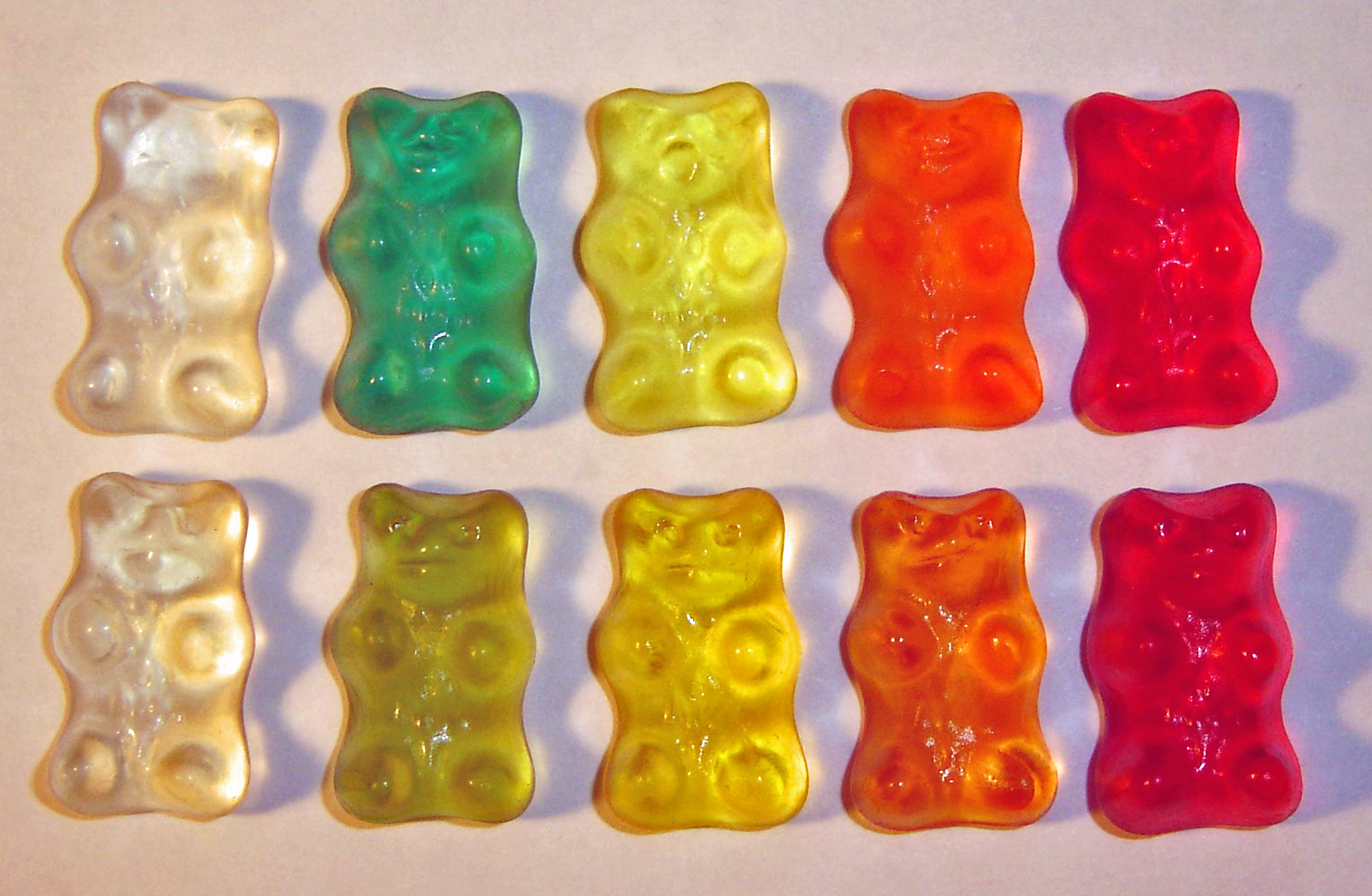
Versions françaises (rangée du haut) et allemandes (rangée du bas) des Ours d'or.

Le succès des Ours a inspiré toutes sortes d'autres formes d'animaux et d'objets : anneaux, grenouilles, serpents/ vers, hamburgers, cerises, requins, manchots, hippopotames, langoustes, pieuvres, pommes, pêches, avions, oranges, lions et même araignées, Ampelmännchen ou Schtroumpfs.
À l'origine vendus dans des boîtes en fer blanc décoratives ou en vrac, par cartons, les Ours d'or sont vendus depuis 1961 dans des sachets de cellophane de différentes tailles (jusqu'à un kilogramme).

## Ingrédients et production
Les Ours d'or sont constitués de sirop de glucose, de sucre, d'amidon, de dextrose, de gélatine d'origine porcine, de colorants de fruits et de plantes, d'arômes et d'acide citrique. Il existe néanmoins différentes recettes, compatibles par exemple avec les régimes végétariens ou certaines règles alimentaires d'origine religieuse comme le hallal. La gélatine utilisée par la société Haribo est normalement d'origine porcine, mais certaines usines de la firme, notamment en Turquie, produisent des gélifiés et d'autres confiseries halal à partir de gélatine d'origine bovine. L'utilisation de pectine et d'amidon en remplacement de la gélatine permet de produire des gélifiés compatibles avec le régime végétarien.